# Spit It Out
Spit It Out – utwór amerykańskiego zespołu muzycznego Slipknot, będący drugim singlem z pierwszego albumu studyjnego zespołu, noszącego tę samą nazwę co zespół. Singel został wydany 4 września 2000 roku nakładem Roadrunner Records. Zajął 28. miejsce na brytyjskiej liście przebojów.
Podczas grania na koncertach utworowi „Spit It Out” zawsze towarzyszy charakterystyczny element, tzw. zero bullshit. Gdy następuje łącznik piosenki, wokalista Slipknota Corey Taylor każe publiczności usiąść, po czym po chwili rzuca hasło „jump the fuck up” i wówczas wszyscy wyskakują w górę.

## Opis
Utwór został napisany jako forma odwetu za oszczerstwa stosowane wobec zespołu przez grupę osób, pracujących w lokalnej stacji radiowej w mieście Des Moines, z którego pochodzą członkowie zespołu. Osoby te dokładały wszelkich starań, aby utrzymać Slipknota poza anteną swojej stacji.

## Teledysk
Teledysk do utworu został opublikowany w 2000 roku, a za jego reżyserię odpowiadał Thomas Mignone. Jego fabuła jest oparta na filmie Lśnienie w reżyserii Stanleya Kubricka, a członkowie zespołu wcielają się w role postaci z filmu: Joey Jordison w Danny’ego Torrance’a, Corey Taylor w Jacka Torrance’a, Shawn Crahan i Chris Fehn w bliźniaczki Grady, Mick Thomson w barmana Lloyda, Paul Gray w Howarda Derwenta, Craig Jones w Dicka Halloranna, James Root w Wendy Torrance, a Sid Wilson w Lorraine Massey. Sekwencje z filmu Lśnienie nakręcono w maju 1999 roku w Villa Carlotta w Hollywood.

## Lista utworów
Opracowano na podstawie materiału źródłowego.
Wydanie CD holenderskie promo (Roadrunner RR PROMO 437)
| Nr | Tytuł utworu        | Długość |
| -- | ------------------- | ------- |
| 1. | „Spit It Out”       | 2:39    |
| 2. | „Video Spit It Out” | 2:57    |
|    |                     | 5:36    |

Wydanie CD amerykańskie promo (Roadrunner RR PROMO 437)
| Nr | Tytuł utworu         | Długość |
| -- | -------------------- | ------- |
| 1. | „Spit It Out (Edit)” | 2:40    |
| 2. | „Call-Out Hook”      | 0:12    |
|    |                      | 2:52    |

Wydanie CD europejskie (Roadrunner RR 2090-3), CD australijskie (Roadrunner RR 2090-3) i CD japońskie (Roadrunner RRCY-19022)
| Nr | Tytuł utworu            | Długość |
| -- | ----------------------- | ------- |
| 1. | „Spit It Out”           | 2:41    |
| 2. | „Surfacing (Live)”      | 3:46    |
| 3. | „Wait and Bleed (Live)” | 2:45    |
| 4. | „Video Spit It Out”     | 3:02    |
|    |                         | 12:14   |

Wydanie CC polskie promo (Metal Mind MASI 0039) i CD amerykańskie promo (Roadrunner none)
| Nr | Tytuł utworu            | Długość |
| -- | ----------------------- | ------- |
| 1. | „Spit It Out”           |         |
| 2. | „Surfacing (Live)”      |         |
| 3. | „Wait and Bleed (Live)” |         |